# L'Œil Vert
Pour les articles homonymes, voir Œil Vert.
L'Œil Vert est une association fondée, en juillet 2003, lors d'une assemblée constitutive organisée pour donner une suite aux échanges fructueux élaborés lors de la visite en France de la délégation des « Maires d'Amazonie du Pérou ».
Le choix du nom de l'association L'Œil Vert exprime d'emblée sa philosophie. Elle reprend le titre d'un ouvrage élaboré par les peuples d'Amazonie du Pérou « El ojo verde » qui expose leur propre vision du monde. L'association souhaite mettre en évidence l'existence d'un regard, d'une vision propre aux peuples d'Amazonie sur l'avenir de leur région et qui s'exprime au travers de projets et expériences concrètes.

## Composition du bureau
- Présidente : Edith Etsam
- Secrétaire : Ronan Julou
- Trésorier : Sébastien Saugues

Six commissions se partagent, selon les thèmes évoqués, les travaux d'étude des projets déjà déposés par les Maires Shipibo-Conibo. 